# Konrad Laimer
Konrad Laimer (* 27. Mai 1997 in Salzburg) ist ein österreichischer Fußballspieler auf der Position eines Mittelfeldspielers. Er steht seit der Saison 2023/24 beim FC Bayern München unter Vertrag und ist österreichischer Nationalspieler.

## Karriere

### Vereine
Konrad Laimer begann in der Jugend des USC Abersee mit dem Fußballspielen und wechselte 2007 in die Jugendabteilung des FC Red Bull Salzburg. Dort durchlief er bis 2014 sämtliche Jugendmannschaften, bis ihn Adi Hütter im Sommer 2014 mit erst 17 Jahren in die Kampfmannschaft holte. Sein Debüt im Profifußball absolvierte er für das Farmteam von Red Bull Salzburg, den FC Liefering, für den er ebenso spielberechtigt war. Im Heimspiel am 1. August 2014 gegen den SC Austria Lustenau stand er in der Startelf und wurde in der 59. Minute ausgewechselt. Sein erstes Bewerbsspiel für Red Bull Salzburg absolvierte er am 28. September 2014, als er in der Nachspielzeit im Auswärtsspiel gegen den SK Rapid Wien für Alan eingewechselt wurde. Es folgten weitere Einsätze in den beiden höchsten Ligen Österreichs sowie im ÖFB-Cup und in der Europa League gegen Dinamo Zagreb und Astra Giurgiu.
Im Cuphalbfinale gegen Austria Wien am 20. April 2016 gelangen Laimer nach seinem Comeback nach zweiwöchiger Verletzungspause seine ersten beiden Tore in der ersten Mannschaft.
Zur Saison 2017/18 wechselte Laimer nach Deutschland zu RB Leipzig, wo sein Vertrag bis Juni 2023 lief.
Nach seinem Vertragsende wechselte Laimer zur Saison 2023/24 ablösefrei zum FC Bayern München, bei dem er einen Vertrag bis zum 30. Juni 2027 unterschrieb.

### Nationalmannschaft
Seit 2012 ist Laimer für österreichische Jugendauswahlen im Einsatz. Er nahm an der U19-Europameisterschaft 2014 teil, in der man im Halbfinale gegen die Altersgenossen aus Deutschland ausschied und gemeinsam mit der serbischen Auswahl Turnierdritter wurde. Dadurch qualifizierte sich die Mannschaft für die U20-Weltmeisterschaft, die 2015 in Neuseeland ausgetragen wurde.
Im Mai 2017 wurde Laimer erstmals in den Kader der A-Nationalmannschaft berufen. Im Juni 2019 debütierte er schließlich für die A-Nationalmannschaft, als er im EM-Qualifikationsspiel gegen Slowenien in der Startelf stand und in der 82. Minute durch Stefan Ilsanker ersetzt wurde. Im Mai 2021 wurde er in den vorläufigen Kader Österreichs für die EM 2021 berufen und schaffte es schlussendlich auch in den endgültigen Kader. Im Mai 2024 wurde er wiederum in den vorläufigen Kader Österreichs für die EM 2024 berufen und schaffte es schlussendlich auch in den endgültigen Kader.

## Titel
Österreich
- Meister (3): 2015, 2016, 2017 (alle FC Red Bull Salzburg)
- Cupsieger (3): 2015, 2016, 2017 (alle FC Red Bull Salzburg)

Deutschland
- Meister: 2025 (FC Bayern München)
- Cupsieger (2): 2022, 2023 (beide RB Leipzig)
- Supercupsieger: 2025 (FC Bayern München)

Auszeichnungen
- Bester Spieler der Bundesliga: 2017